# Chorus Virorum

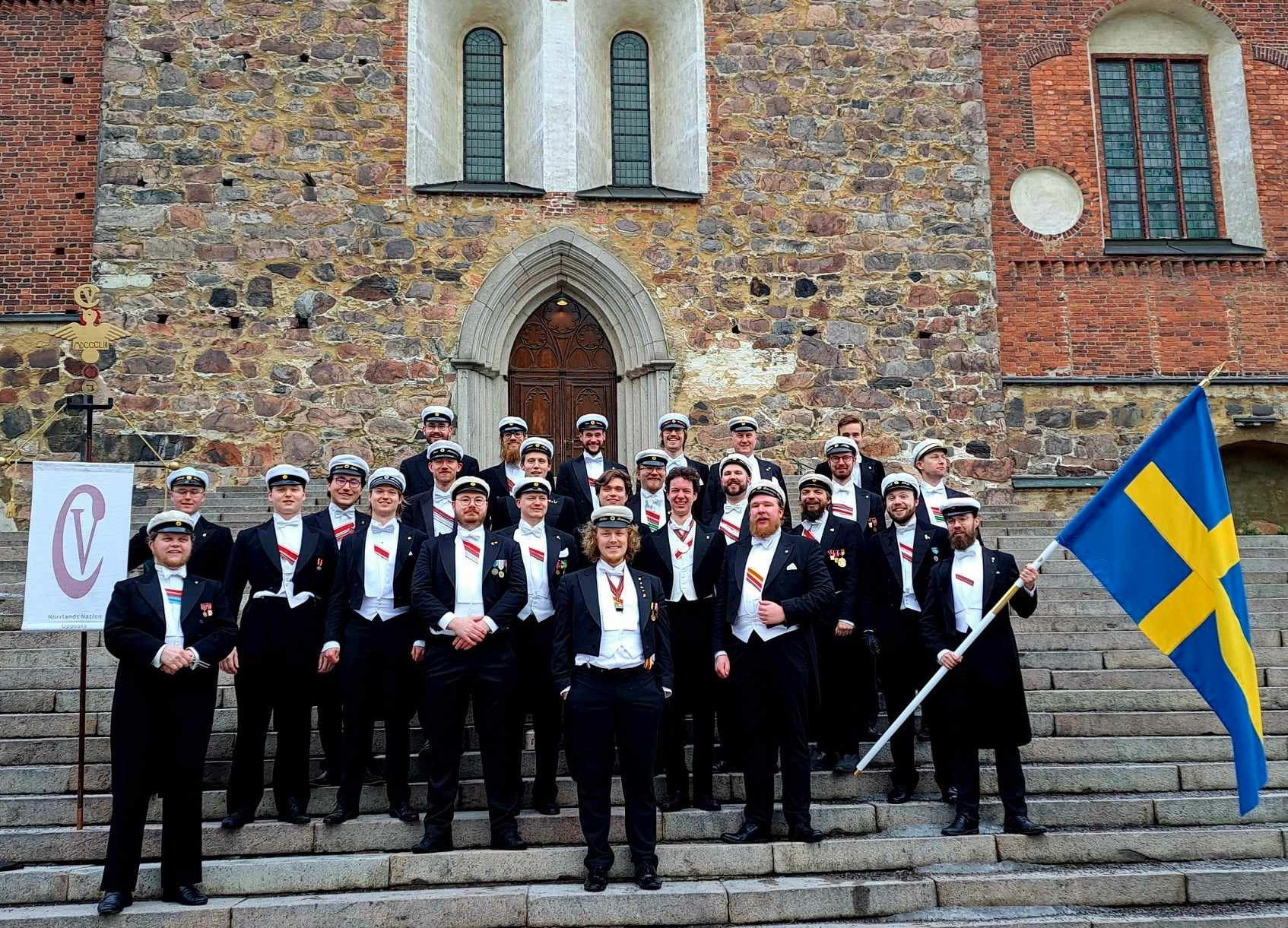
Sångarfärden till Österland 2024
Åbo domkyrka i Åbo, Finland

Chorus Virorum, Chorus Virorum Nationis Norlandicae, eller CV, är Norrlands nations manskör i Uppsala.

## Historia

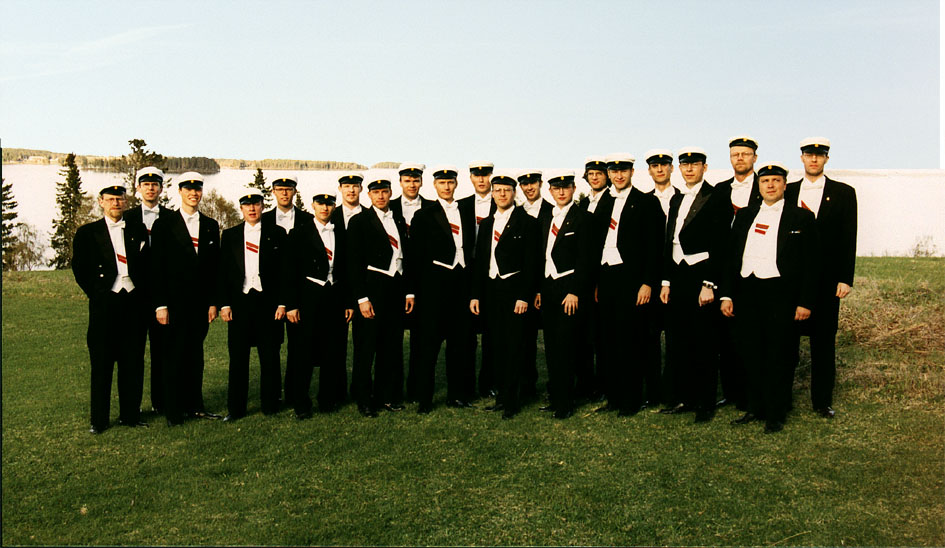
Sångarfärden till Norrland 1998
Hallen vid Storsjön, Jämtland

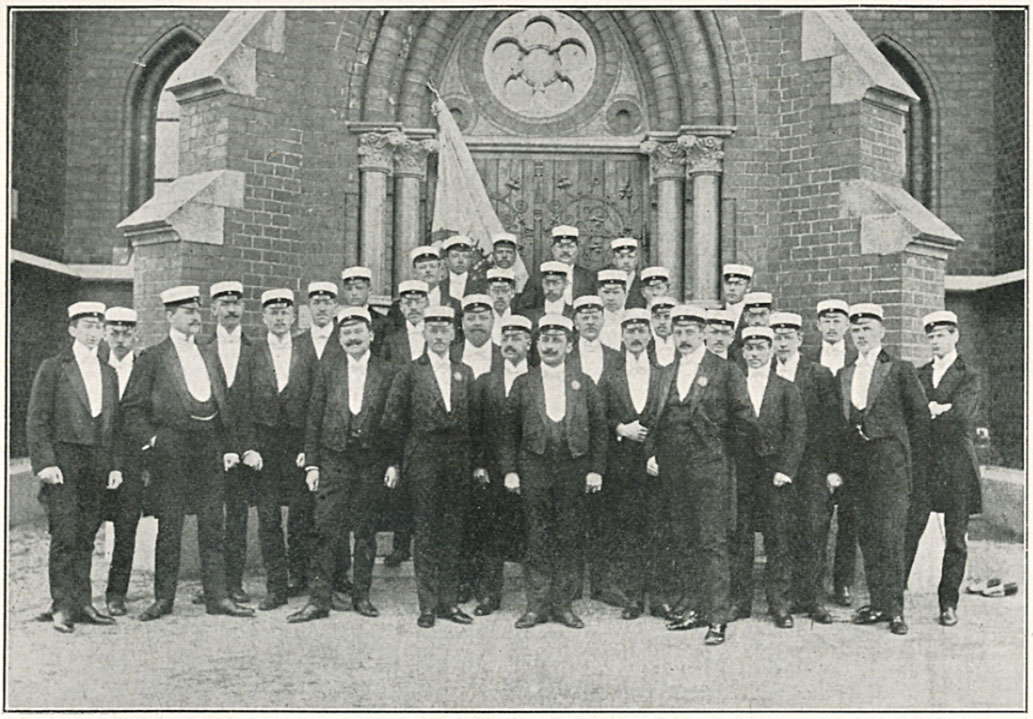
Sångarfärden till Norrland 1908
Gustav Adolfs kyrka, Sundsvall, Medelpad

Kören har anor ända från nationens bildande år 1827, eftersom det enligt nationsannalerna redan då fanns en manskör som uppträdde vid större fester. Den fick dock officiell status först den 28 januari 1853 då landskapet tillsatte en sånganförare och en sångfiskal (notförvaltare) för Sångföreningen, som den då hette. Intensiteten i verksamheten liksom körens namn har varierat under tidens lopp. Åren 1882–1912 var en mycket aktiv period i körens historia då bland annat fem omfattande sångarfärder till alla större städer i Norrland företogs i syfte att samla in pengar till bygget av nationshuset. 1930-talet, då kören leddes av Torsten Sundelin, var också en uppgångstid samt det tidiga 1950-talet med Folke Bohlin som anförare. En nedgångsperiod började i slutet av 1950-talet då den nybildade blandade kören, Norrlandskören, tilldrog sig större intresse, och en definitiv svacka utgjorde 1970-talet. I svallvågorna efter 1968 fick gamla manskörstraditioner allt svårare att hävda sig, och kören smalt ner till först en dubbelkvartett och senare en kvartett. Med nationens officiella kvartett som återstående grund, under sånganförarens ledning, började uppgången från mitten av 1980-talet och allt fler ville sjunga manskör. 1990-talet blev en stor expansionsperiod, och kören blev åter även rent formellt en förening vid nationen.

## Verksamhet
CV har idag omkring 30 medlemmar och sjunger på nationens stora baler och solennare gasquer, för de olika föreningar och sällskap som vill ha underhållning med traditionell upsaliensisk manskörsång, samt vid manskörsfestivalen i Uppsala, KAPRIS. Under natten före Vårbalen i Uppsala, den så kallade Serenadnatten, sjunger kören serenader på beställning runt hela staden. Körens lystringssång är Dåne liksom åskan bröder, med modifierad text för Norrlands nation.

## CD-album

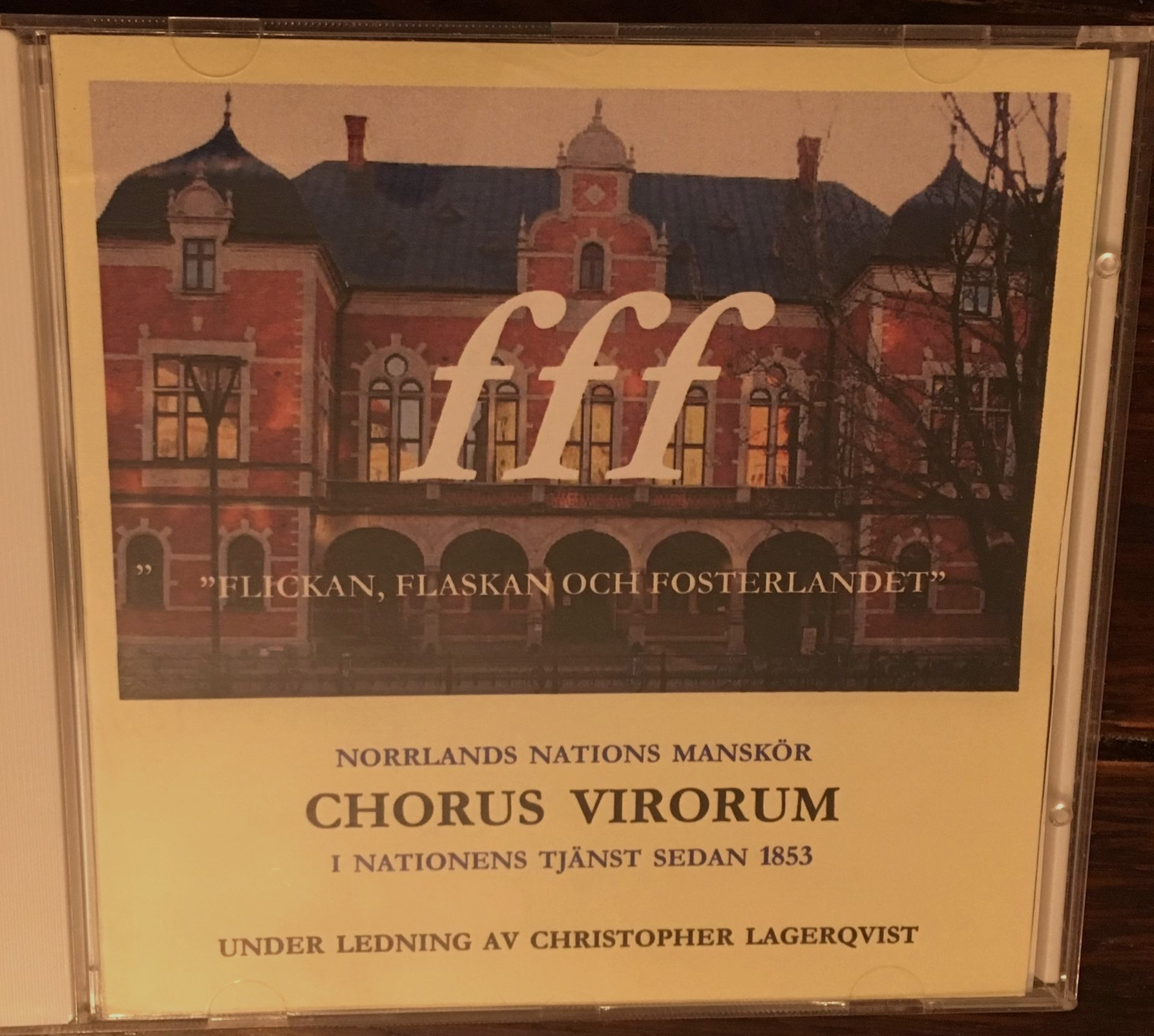
CD-album f f f år 2005.

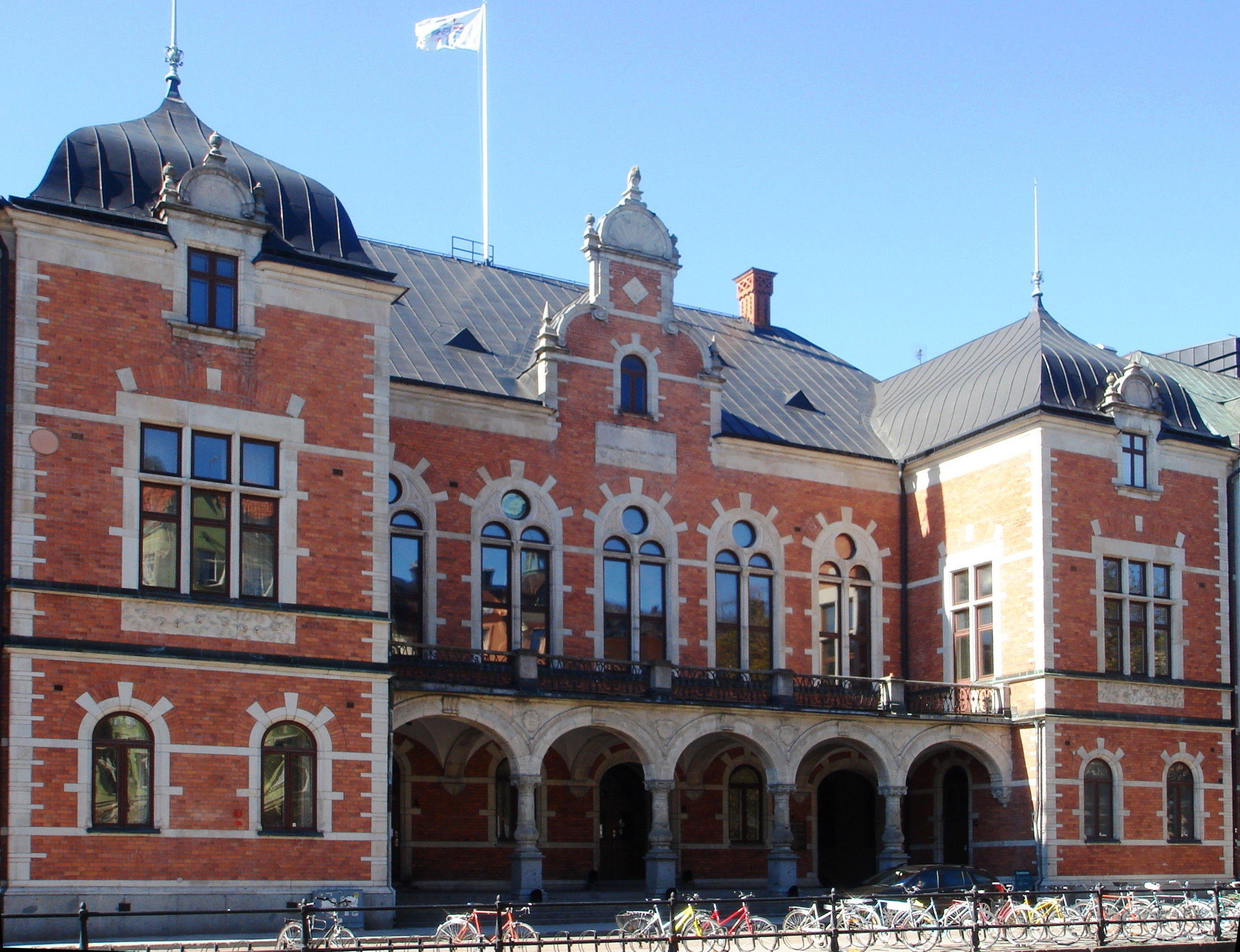
Norrlands nation i Uppsala år 2007.

- 1998  – Chorus Virorum Nationis Norlandicae
- 2003  – Chorus Virorum – Jubileumskonsert
- 2005  – f f f: "Flickan, Flaskan och Fosterlandet" – inspelade manskörsverk 2000–2004

### Fotnoter
1. ↑  "Vid Norrländska nationernas förening" – nationssång från 1827
2. ↑  "Sångarfärder till Norrland" – Mikael Andree (1927)